# 牧野公昭
牧野 公昭（まきの きみあき、1957年 - ）は、日本の俳優。富山県出身。劇団四季所属。かつては天井桟敷（寺山修司主宰）に所属していた。演劇覚醒機関「WALHALLA」主宰。明治大学中退。

## 出演

### 映画
- さらば箱舟（1984年） - 鍛冶屋の六
- マルサの女2（1988年）
- 悪徳の栄え（1988年） - 犯

### テレビ
- 車椅子の弁護士・水島威 第1作「〜盗聴された密会〜妹に夫殺しの疑惑が…敏腕女検事との対決!」（1996年） - 叶安彦
- ウルトラマンガイア 第31話「呪いの眼」（1999年） - 魔頭鬼十朗

### 舞台
- アイーダ（アモナスロ）
- アラジン（ジャファー）
- ウエスト・サイド物語（クラプキ）
- 青ひげ公の城
- 王様の耳はロバの耳（王様）
- から騒ぎ
- 観客席
- クレイジー・フォー・ユー（ランク）
- 人間になりたがった猫（スワガード）
- 百年の孤独
- 兵士の物語
- 魔法をすてたマジョリン（ニラミンコ）
- レミング

### オリジナルビデオ
- 実相寺昭雄の不思議館1（1992年）